# سلطة المطارات في إسرائيل
 سلطة المطارات في إسرائيل (بالعبرية: רשות שדות התעופה) تم تأسيسها عام 1977م كمؤسسة عامة بمقتضى قانون سلطة المطارات لعام 1977 وتشرف على المطارات المدنية الرئيسية والمحطات الأرضية على الحدود البرية بين إسرائيل وجيرانها (مصر، والأردن، والسلطة الفلسطينية)، ويقع المكتب الرئيسي للهيئة في أرض مطار بن غوريون الدولي.

## المرافق

### المطارات[3]
- مطار بن غوريون.
- مطار إيلات.
- مطار عوفدا.
- مطار حيفا.
- مطار روش بينا.
- مطار هرتسليا.
- مطار دوف هوز.

### المعابر الحدودية[3]

#### مصر
- معبر نيتسانا.
- معبر طابا.

#### الأردن
- معبر ألنبي (جسر الملك حسين).
- معبر نهر الأردن.
- معبر إسحاق رابين (معبر وادي عربة).

#### فلسطين
- معبر المنطار (معبر كارني)
- معبر كرم أبو سالم

## وصلات خارجية
- موقع سلطة المطارات الإسرائيلية